# Kyrios (Grèce antique)
Pour les articles homonymes, voir Kyrios.
Le kyrios (en grec ancien κύριος), durant l'Antiquité grecque, était le tuteur d'une femme. Les femmes vivaient sous domination masculine. Leur tuteur, qui avait également un rôle de responsable, était le plus souvent leur père puis leur mari. Les veuves et orphelines pouvaient aussi avoir pour kyrios leur frère ou leur fils.
En français, on traduit généralement le mot kyrios par seigneur ou maître. Le mot sera repris dans d'autres sens à d'autres époques de l'histoire. Ainsi, durant l'Empire byzantin, Héraclius, emploie kyrios pour désigner l'empereur dans certains textes (voir Institutions de l'Empire byzantin). Le mot kyrios est aussi à l'origine d'autres termes, dont le prénom Cyrille ou le mot arabe khouria, parfois employé pour désigner la femme du prêtre dans l'Église orthodoxe. Dans la langue grecque moderne, le mot κύριος est toujours utilisé, avec le sens de « monsieur » en français. 

## En Grèce Antique
Dans l'Athènes classique, le mot kyrios désignait le maître de maison,responsable de sa femme, de ses enfants et de toute femme non mariée de son entourage. Il organisait leurs mariages , fournissait leurs dots, les représentait au tribunal si nécessaire   et traitait les transactions économiques les concernant et valant plus d'un médimne d'orge. En se mariant, un homme devient kyrios de son épouse (qui en change donc).
L'existence du système des kurioi ailleurs dans les autres cités est débattue. À en croire Cartledge, ce système aurait existé à Sparte, mais pas à Gortyne.
Dans l'Égypte lagide, au cours de la période hellénistique, alors que les femmes égyptiennes sont généralement considérées par les historiens comme égales aux hommes depuis l'époque pharaonique, « [...] il est généralement admis que la condition des femmes grecques était inférieure à celle des femmes égyptiennes en raison de l’obligation qui leur était faite d’être assistées en certaines matières par un représentant légal, leur kurios. » Mais la situation s'avère plus subtile, en fait. D'une part certaines femmes grecques ont pu choisir le kurios qui leur était nécessaire pour certaines transactions, d'autre part et plus précisément « ce n’est pas l’acte en lui-même, ici le prêt, mais bien le type de contrat qui détermine le recours à un kurios. » La nécessité de faire appel à un tel représentant était donc limitée.